# Nikolai Saksónov
Nikolai Saksónov   (krai de Perm, 6 de gener de 1923 - Elektroügli, 2 de novembre de 2011) fou un aixecador rus que va competir sota bandera de la Unió Soviètica durant les dècades de 1940 i 1950.
El 1940 i 1941 estudià a les escoles militars navals i d'infanteria, i posteriorment va lluitar com a sergent a la Segona Guerra Mundial. Durant la guerra va participar en diferents accions militars de mèrit, per les quals va rebre l'Orde de l'Estrella Roja, l'Orde de la Guerra Patriòtica i la Medalla de la Valentia, entre d'altres medalles.
El 1952 va prendre part en els Jocs Olímpics d'Estiu de Hèlsinki, on guanyà la medalla de plata en la categoria del pes ploma del programa d'halterofília.
En el seu palmarès també destaquen una medalla d'or al Campionat del món d'halterofília de 1953 i una d'or i una de plata al Campionat d'Europa d'halterofília, el 1953 i 1952, i els campionats soviètics de 1949, 1952 i 1953. Durant la seva carrera va establir nou rècords mundials: set d'oficials en dos temps i dos no oficials en el pes total.
Un cop retirat de l'esport, als anys seixanta, va defensar un doctorat en medicina i va dirigir el Departament d'Atletisme de l'Institut Central Estatal de Cultura Física.